# Масджид-е Туба
Масджи́д-е Ту́ба (урду مسجد طوبٰی‎) — мечеть, расположенная в Карачи (Пакистан) на улице Korangi Road. Среди местного населения мечеть также известна как Гол-Масджид.
Мечеть из белого мрамора, спроектированная пакистанским архитектором Бабаром Хамидом Чауханом и инженером Захиром Хайдером Наквииз, была построена в 1969 году. Её купол диаметром 72 метра является крупнейшим среди мечетей в мире. Центральный молитвенный зал вмещает 5 тысяч человек. Минарет достигает 70 метров в высоту. 
Мечеть упоминается в произведении австралийского писателя Грегори Дэвида Робертса «Шантарам».